# Landschaftsschutzgebiet Hensberg
Das etwa 14 Hektar große Landschaftsschutzgebiet Hensberg befindet sich in den Gemarkungen Grundschöttel und Volmarstein der Stadt Wetter (Ruhr) in Nordrhein-Westfalen. Es wurde 1984 im Zuge der Landschaftsplanaufstellung des Ennepe-Ruhr-Kreises eingerichtet. Im Teilplan für den „Raum Witten–Wetter–Herdecke“ trägt es die laufende Nummer 2.2.25.
Das weitgehend von Laub- und Mischwald bestandene Landschaftsschutzgebiet ist fast vollständig von Siedlungsbereichen umgeben. Im Südosten grenzt es an das Gelände der Evangelischen Stiftung Volmarstein (Orthopädische Klinik), wo auch die bebaute Kuppe des Hensbergs liegt (knapp außerhalb des LSGs). Innerhalb des Schutzgebiets gibt es einen Höhenunterschied von 73 m. Prägend für die Hangmorphologie des Gebiets sind Fließgewässer: der Heilkenbach und einige namenlose Zuflüsse. Die Bäche bilden teilweise tiefe Siepen.
Die Unterschutzstellung des Gebiets erfolgte unter anderem zur Erhaltung des Waldes als Refugialraum für Pflanzen und Tiere, wegen der Schönheit des Landschaftsbildes und seiner besonderen Bedeutung für die Naherholung.